# TNT (američka televizija)
TNT ili Turner Network Television je američka pretplatnički kanal mreža koja je u vlasništvu WarnerMedia Entertainment, podružnice AT&T WarnerMedia. Kada je TNT pokrenut u listopadu 1988., izvorna namjena kanala bila je emitiranje klasičnih filmova i televizijskih serija na koje je Turner Broadcasting zadržao prava emitiranja preko svog sestrinskog kanala SuperStation TBS (danas TBS). Od lipnja 2001. program se sastoji od televizijskih serija i igranih filmova koji su fokusirani uglavnom na dramu, uz prijenos nekih športskih događaja poput NBA, NCAA natjecanje I. muške košarkaške divizije, PGA Championship, finala UEFA-e Lige prvaka i UEFA-e Europske lige te All Elite Wrestling.
Od rujna 2018. TNT je dostupan u otprilike 89 573 milijuna domaćinstava koji koriste pretplatničke kanale diljem Sjedinjenim Državama.